# Mái xanh

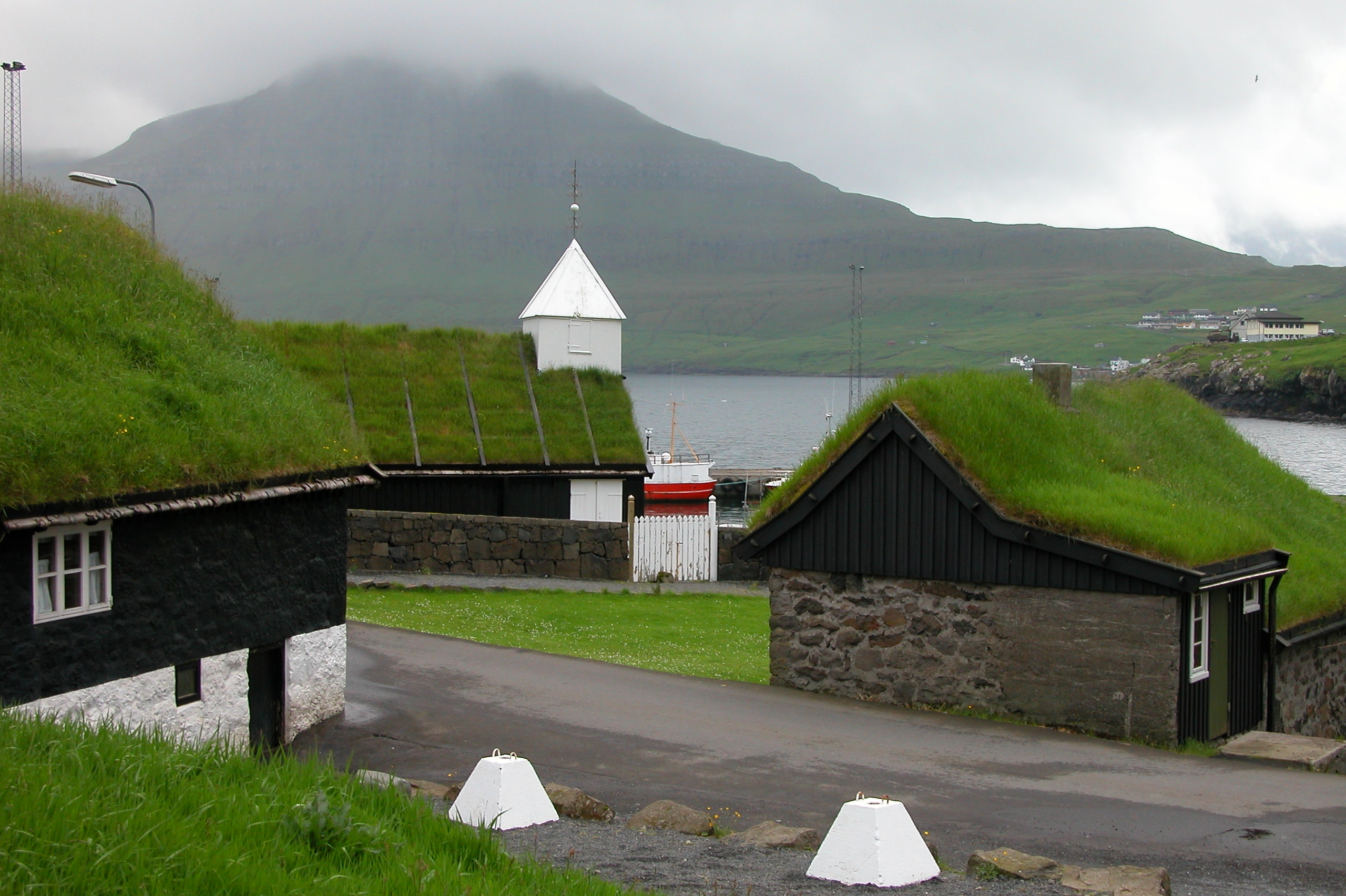
Mái cỏ truyền thống có thể thấy tai nhiều nơi ở Quần đảo Faroe.

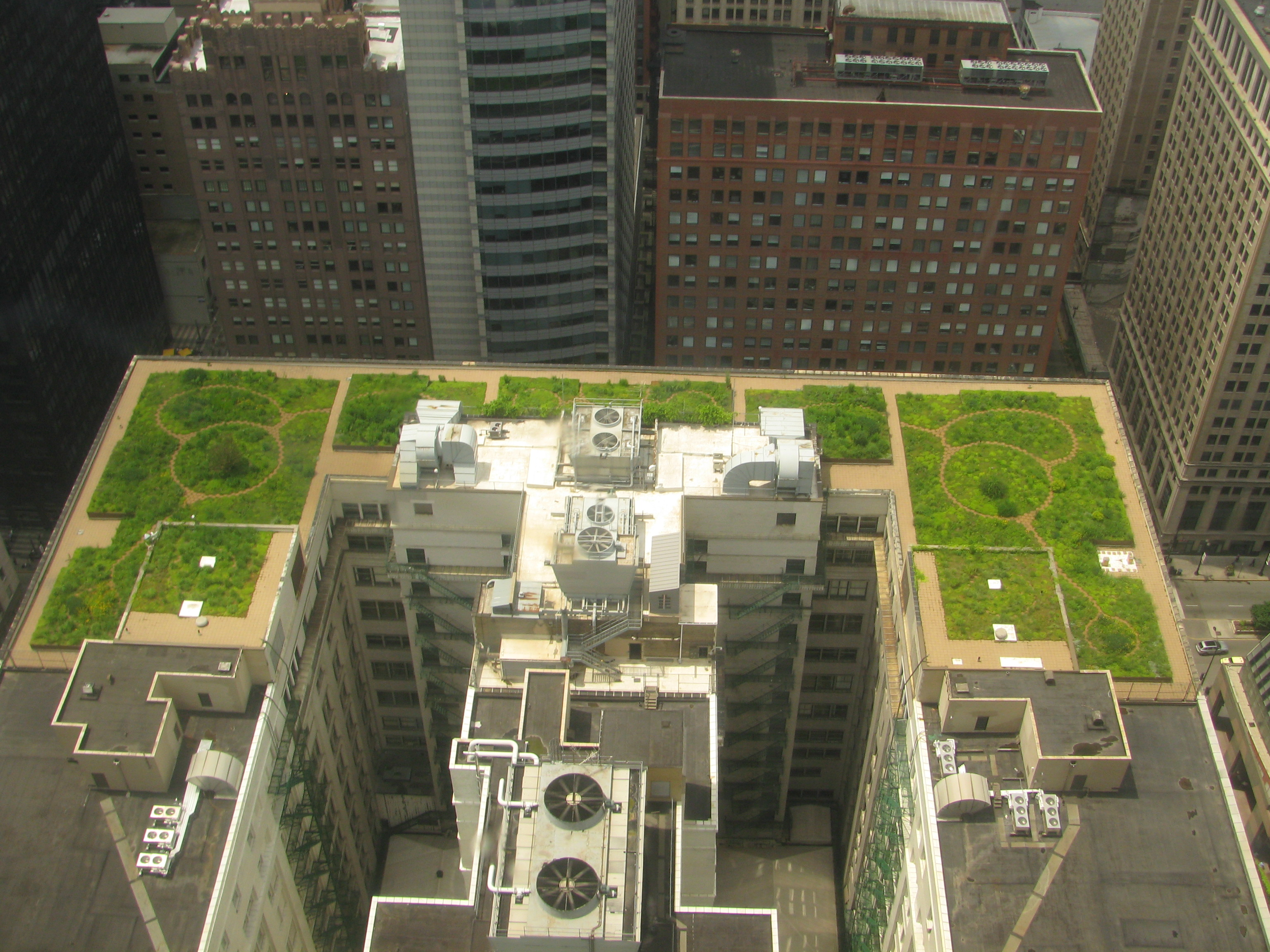
Mái xanh của tòa nhà City Hall tại Chicago, Illinois.

Mái xanh là mái của một công trình được bao phủ một phần hoặc toàn bộ bởi thực vật và môi trường phát triển của lớp thực vật đó. Mái xanh được trồng trên lớp màng chống thấm, ngoài ra cũng có thể bao gồm các lớp bổ sung khác như lớp ngăn rễ xâm thực, lớp thoát nước và hệ thống tưới tiêu. (Việc dùng từ "xanh" liên quan đến xu hướng phát triển của môi trường và không đề cập đến mái chỉ đơn thuần là màu xanh như lợp ngói xanh hay phủ tấm lợp màu xanh)
Những mái nhà có nhiều cây trồng trong chậu tạo thành khu vườn trên cao, nói chung không được coi là mái xanh thực sự, mặc dù đây là vấn đề đang được tranh luận. Hồ trên mái là một hình thức mái xanh được sử dụng để xử lý nước thải sinh hoạt.
Mái xanh còn được gọi là "mái sống", mái xanh phục vụ cho những mục đích khác nhau tùy theo công trình, chẳng hạn như hấp thụ nước mưa, tạo sự cách nhiệt, tạo ra một môi trường sống cho động vật hoang dã, góp phần làm giảm nhiệt độ không khí đô thị và chống hiệu ứng đảo nhiệt đô thị. Có hai loại mái xanh: một loại là mái tăng cường, dày hơn và có thể gồm nhiều loại thực vật hơn, nhưng nặng hơn và đòi hỏi bảo dưỡng nhiều hơn; thứ hai là mái bao phủ, được phủ lên một lớp mỏng thực vật và nhẹ hơn so với mái tăng cường.

## Hình ảnh

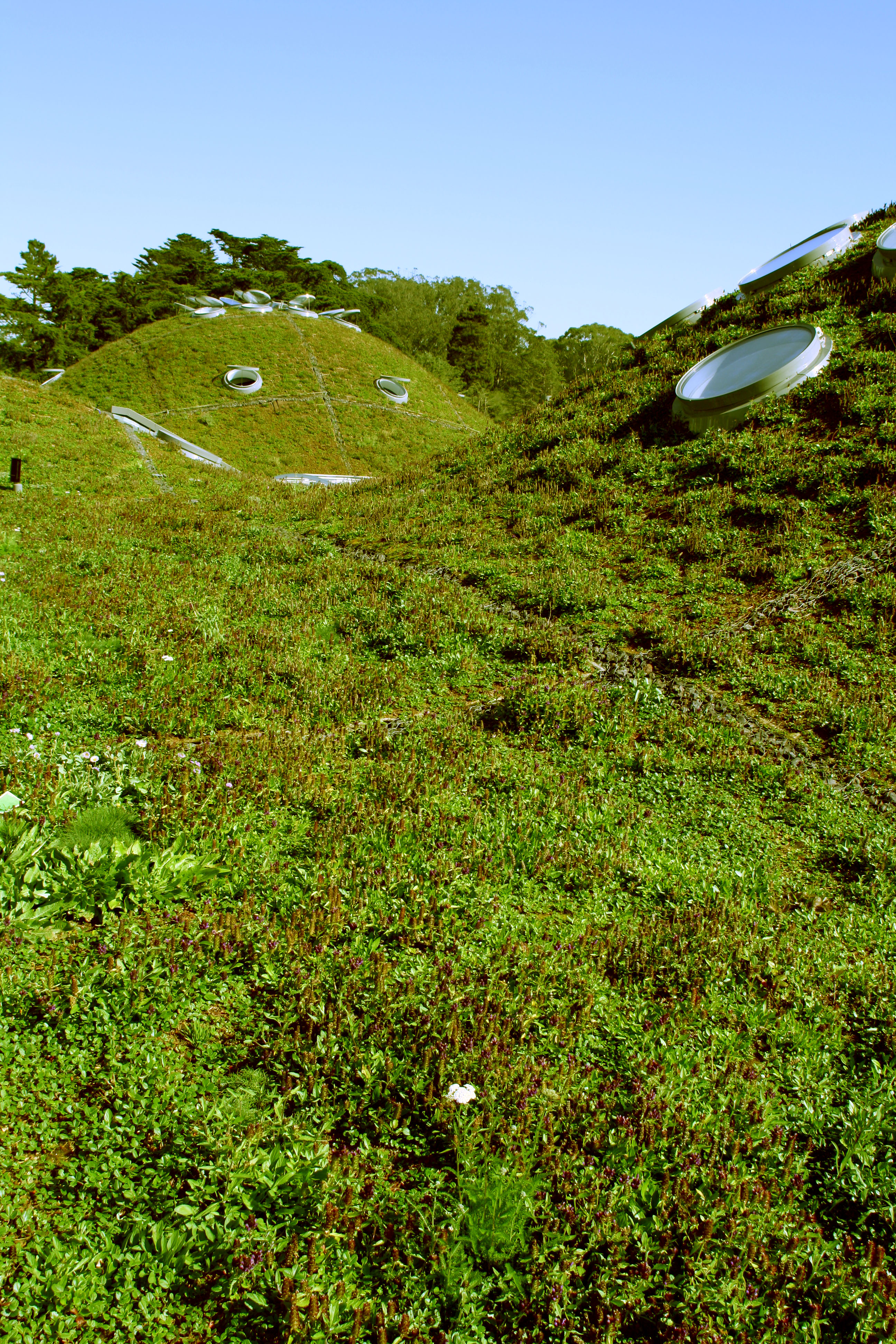
Mái xanh hiện đại ở Học viện Khoa học California, chỉ trồng những loài cây chọn lọc nhất trên mái.
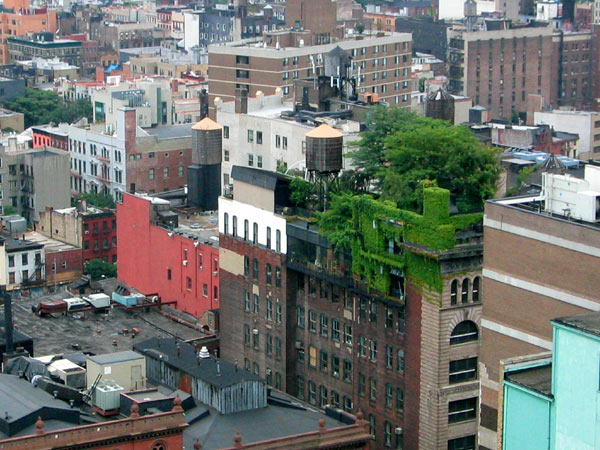
Mái xanh bao phủ ở Manhattan.
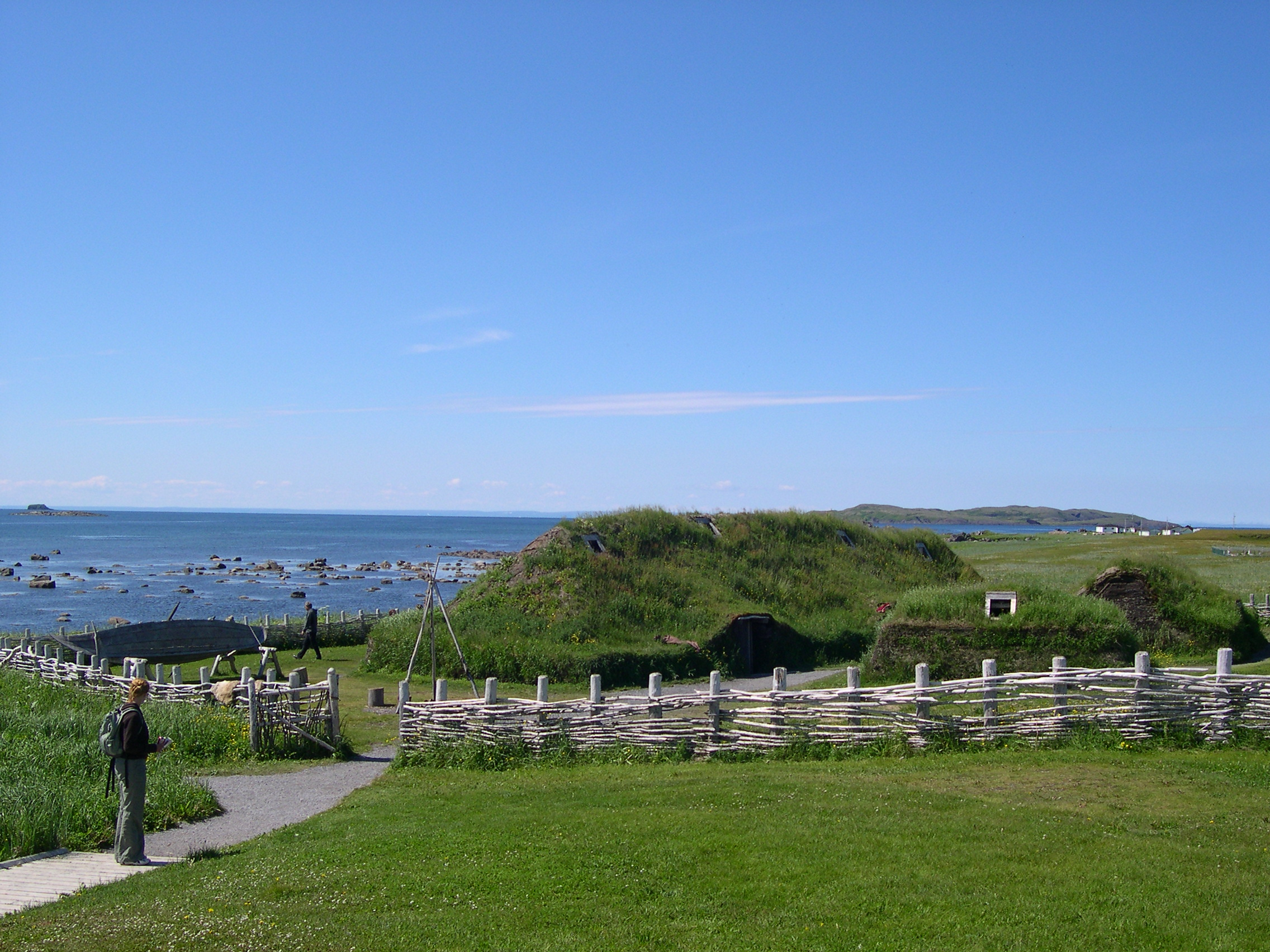
Nhà Viking tái chế tại Newfoundland.
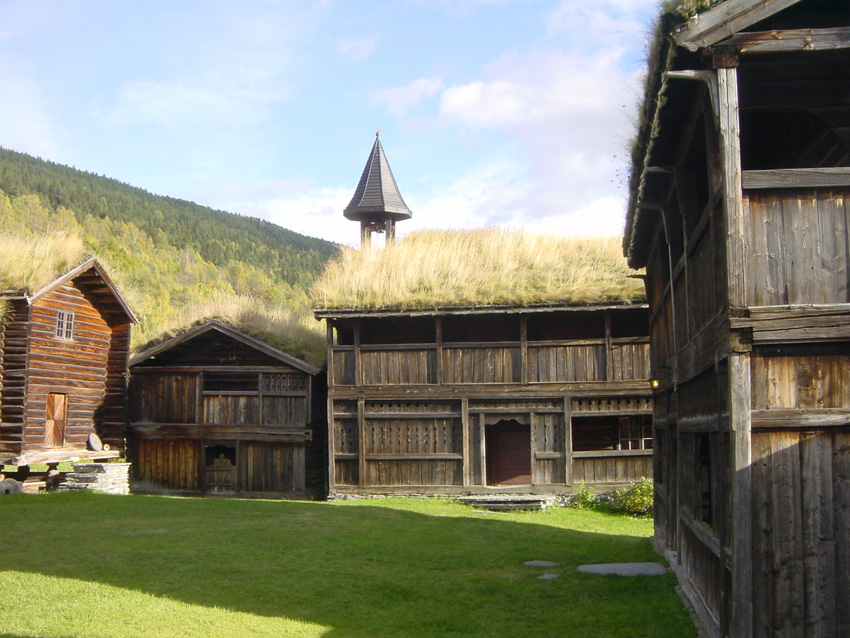
Mái cỏ từ thế kỷ 18 trên những căn nhà ở nông trại Heidal, Na Uy.
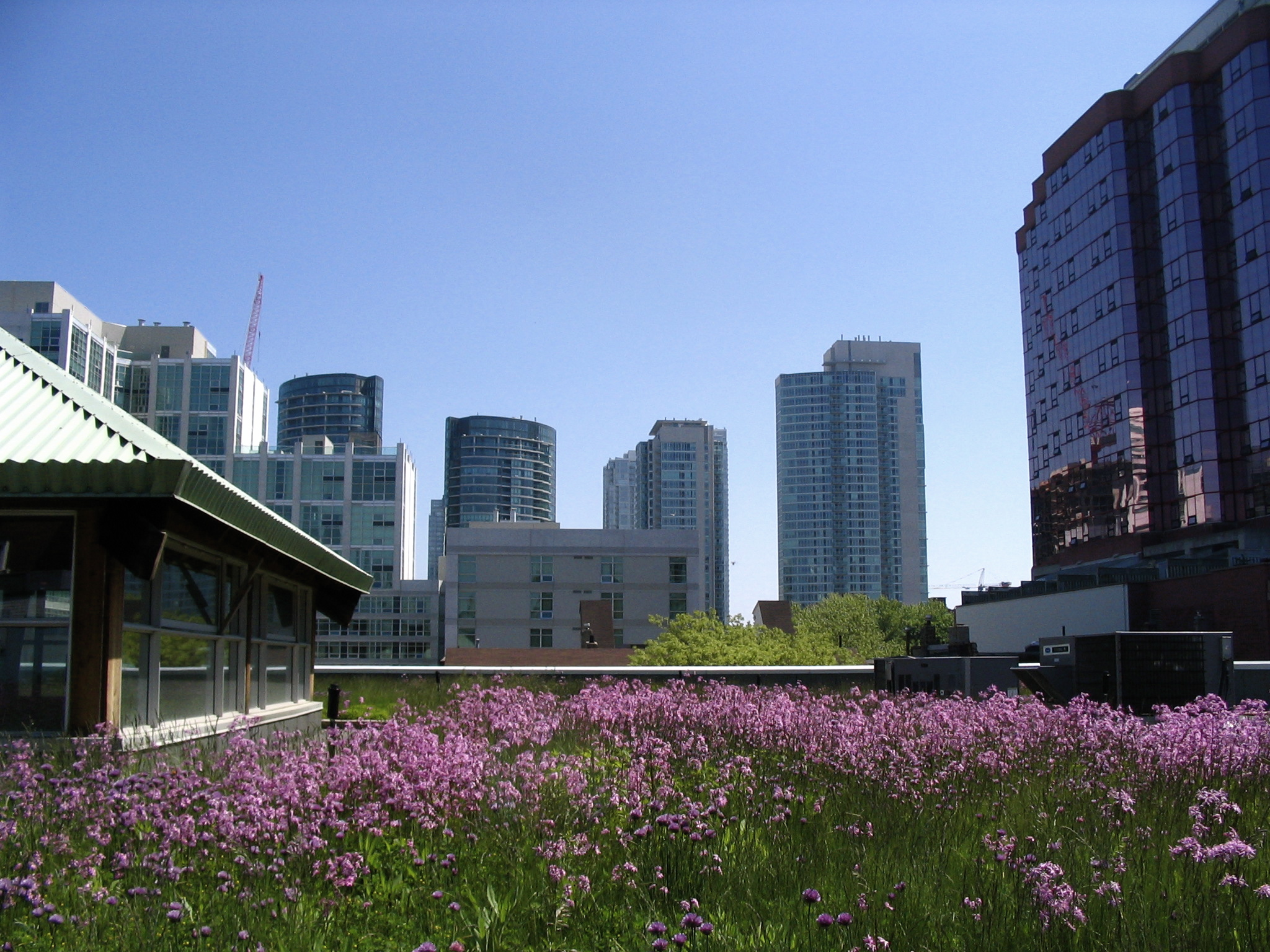
Mái xanh của cửa hàng Mountain Equipment Co-op, Toronto, Canada
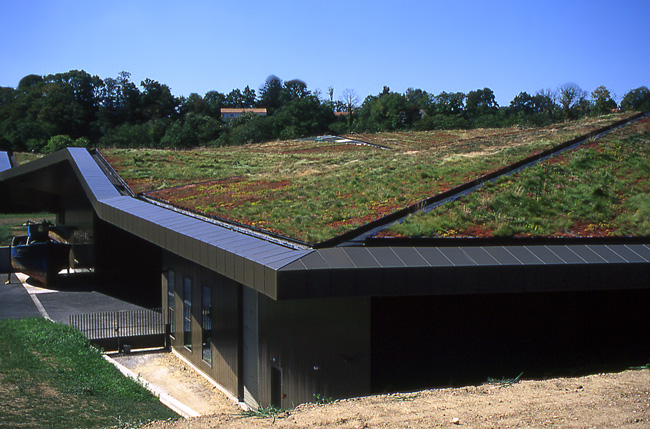
Mái xanh tại L'Historial de la Vendée, bảo tàng ở miền Tây nước Pháp.
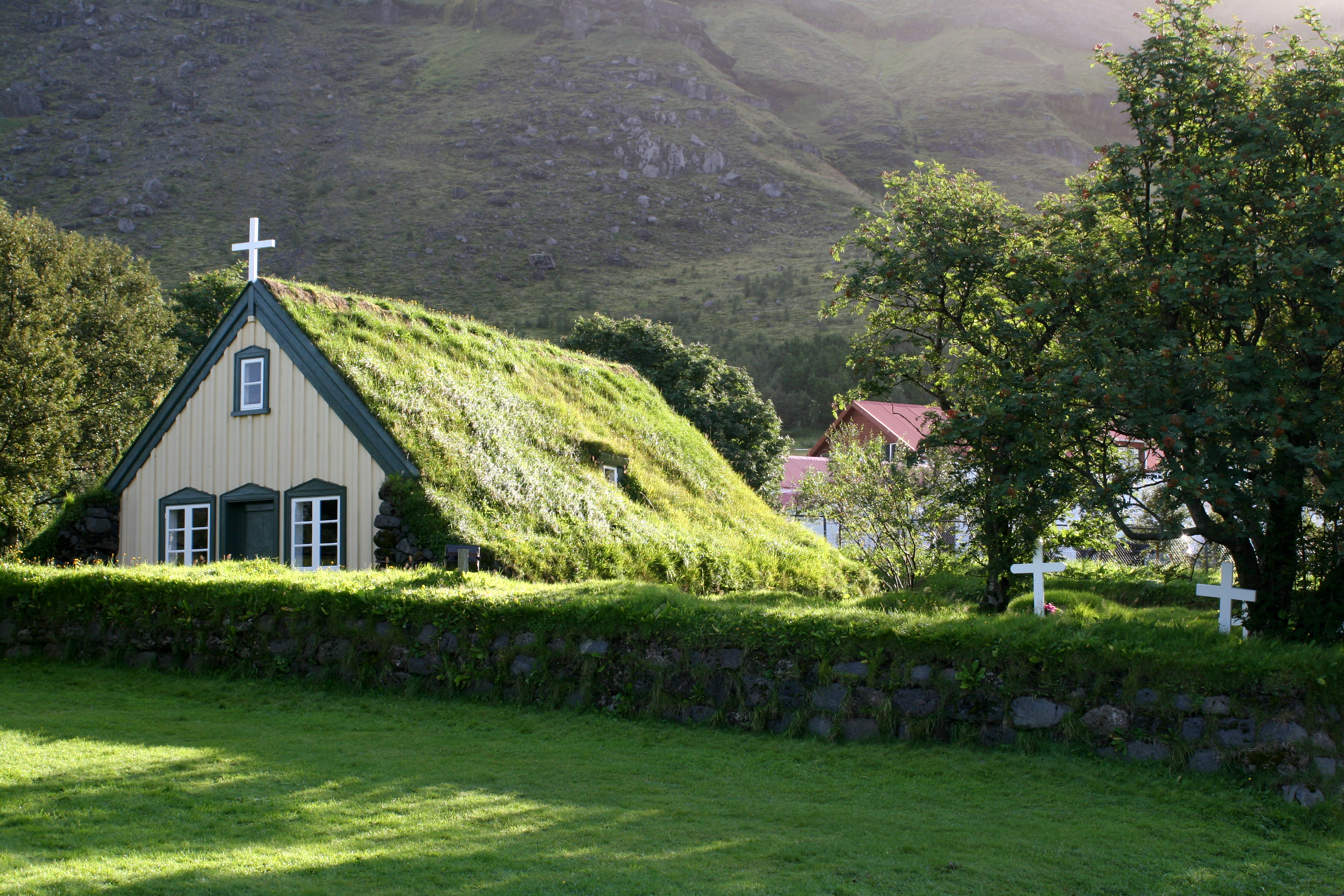
Nhà thờ mái cỏ tại Hof, Iceland.
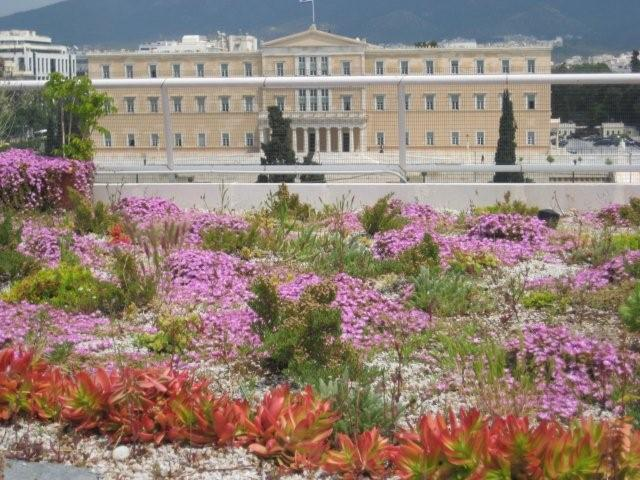
Oikostegi, một loại mái xanh tại tòa nhà kho bạc Athens.
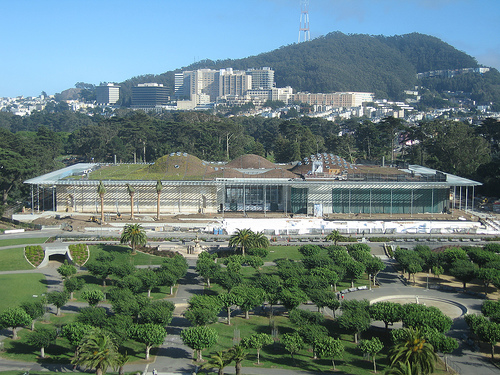
Mái gợn sóng trong quá trình xây dựng tại San Francisco.